# León Benarós
León Benarós (n. 6 februarie 1915, Villa Mercedes⁠(d), Provincia San Luis, Argentina – d. 25 august 2012, Buenos Aires, Argentina) a fost un poet, istoric, avocat, folclorist, critic de artă și pictor argentinian. Din punct de vedere literar face parte din așa-numita Generație a anilor 1940.
Absolvent al Facultății de Drept și Științe Sociale a Universității din Buenos Aires în 1942, a fost numit profesor de istoria artelor la Colegiul Național al Universității Naționale de La Plata din Buenos Aires.